# Millepertiche
Millepertiche (Mieperteghe [ˌmieˈpɛɾteɣ̞e] in veneto) è una frazione del comune di Musile di Piave, della città metropolitana di Venezia.

## Storia
Il toponimo della località deriva dalla distanza (1000 pertiche) del centro abitato dal canale Fossetta, punto di riferimento di un territorio in buona parte paludoso prima delle bonifiche negli anni Venti del Novecento. Nello stemma del comune di Musile di Piave, di cui Millepertiche fa parte, la frazione è rappresentata proprio da una pertica, di colore marrone su sfondo verde.